# Bandeira da Nicarágua
A bandeira da Nicarágua foi adoptada em 27 de Agosto de 1971.

## Definição
É formada por três linhas horizontais iguais, as duas exteriores de cor azul e a central de cor branca. No centro está o escudo nacional, que consiste em um triângulo com cinco vulcões verdes, sobre esses um gorro e um arco-íris. Esse triângulo está rodeado por um círculo formado pelas palavras República de Nicarágua e América Central.
Na forma, na disposição das cores e até no desenho do brasão presente no centro da bandeira, é muito semelhante com a bandeira de El Salvador, ambas são baseadas na bandeira dos Estados Unidos da América Central, país extinto que reunia os atuais territórios da Nicarágua, El Salvador, Honduras, Guatemala e Costa Rica.
A bandeira da Nicarágua é uma das duas únicas bandeiras nacionais do mundo que possui a cor roxa, junto com a bandeira de Dominica. Ainda que sutil, a cor está presente no conjunto das sete cores do arco-íris.

## Simbolismo
A faixa branca da bandeira nacional representa o território da nação nicaraguense e simboliza a pureza da pátria.
As faixas azuis, indicam que o território da Nicarágua é banhado por dois oceanos, o Pacífico e o Atlântico.

## Escudo Nacional
Tem a forma de um triângulo equilátero, que significa igualdade. O arco-íris tem o significado da paz. O gorro central em vermelho representa o símbolo da liberdade. Os cinco vulcões representam a união e fraternidade dos cinco países centro-americanos.